# 延慶 (僧)
延慶（えんけい、生没年不詳）は、奈良時代の僧。出自については不詳である。
753年（天平勝宝5年）唐から渡来した鑑真を大宰府に案内し、翌754年（天平勝宝6年）鑑真が入京した際には訳語（おさ＝通訳）をつとめた。正倉院文書によれば、東大寺写経所に755年（天平勝宝7歳）に『華厳経』を、翌756年（天平勝宝8歳）には『摩登伽経』を貸し出している。758年（天平宝字2年）僧であることを理由に外従五位下の爵位を辞したが、勅命により位禄・位田は没収されなかった。
『藤氏家伝』下巻の「武智麻呂伝」は延慶の撰とされている。